# Shiver (Jónsi)
Shiver è il secondo album in studio da solista del musicista islandese Jónsi, pubblicato nel 2020.

## Tracce
1. Exhale – 5:12
2. Shiver – 4:19
3. Cannibal (with Elizabeth Fraser) – 4:58
4. Wildeye – 4:36
5. Sumarið sem aldrei kom – 6:44
6. Kórall – 6:22
7. Salt Licorice (with Robyn) – 3:47
8. Hold – 3:00
9. Swill – 3:50
10. Grenade – 5:32
11. Beautiful Boy – 4:09

Bonus Track Giappone
1. Mold – 4:22